# Igel
Die Igel  oder Erinaceidae bilden eine Familie von Säugetieren, deren in Europa bekannteste Vertreter die Arten Braunbrustigel (Erinaceus europaeus) und Nördlicher Weißbrustigel (Erinaceus roumanicus) sind. Der Braunbrustigel ist die in West- und Mitteleuropa typischerweise anzutreffende Art. Quer durch das östliche Mitteleuropa (vom westlichen Polen über Tschechien, Österreich bis zur norditalienischen Adriaküste) erstreckt sich ein etwa 200 Kilometer breiter Bereich, in dem sich das Verbreitungsgebiet des Braunbrustigels mit dem des Weißbrustigels überlappt.
Insgesamt umfasst die Familie 34 Arten, die in Eurasien und Afrika verbreitet sind. Sie teilen sich in zwei äußerlich deutlich verschiedene Unterfamilien, die Stacheligel (Erinaceinae) und die stachellosen Ratten- oder Haarigel (Galericinae). Die systematische Stellung der Igel ist immer noch umstritten: Traditionell werden sie als Insektenfresser (Eulipotyphla), alternativ als eigene Ordnung (Erinaceomorpha) an der Basis der Höheren Säugetiere (Eutheria) eingeordnet. Jüngere Untersuchungen haben die erstere Variante wieder wahrscheinlicher werden lassen.
Der Braunbrustigel wurde 2009 von der Schutzgemeinschaft Deutsches Wild und 2024 von der Deutschen Wildtier Stiftung zum Tier des Jahres gewählt.

## Etymologie
Althochdeutsch igil (9. Jahrhundert), mittelhochdeutsch igel, altsächsisch igil, mittelniederdeutsch ēgel, mittelniederländisch ēghel, niederländisch egel, altenglisch igil, altnordisch īgull, ist als l-Ableitung verwandt mit dem griechischen échis (ἕχις) 'Schlange', aus indogermanisch *eĝhi- 'Schlange'.
Zur gleichen griechischen bzw. indogermanischen Ausgangsform gehören mit n-Suffix griechisch echinos (έχΐνος), 'Igel, Seeigel' und mit indogermanischem įo-Suffix: serbisch-kirchenslawisch ježь, russisch ёж, litauisch ežys 'Igel'.
Alle diese Ableitungen sind als ‚Schlangentier, Schlangenfresser‘ zu verstehen, da der Igel außer Insekten, Fröschen, Mäusen etc. auch Schlangen frisst.

## Merkmale

### Allgemeiner Körperbau

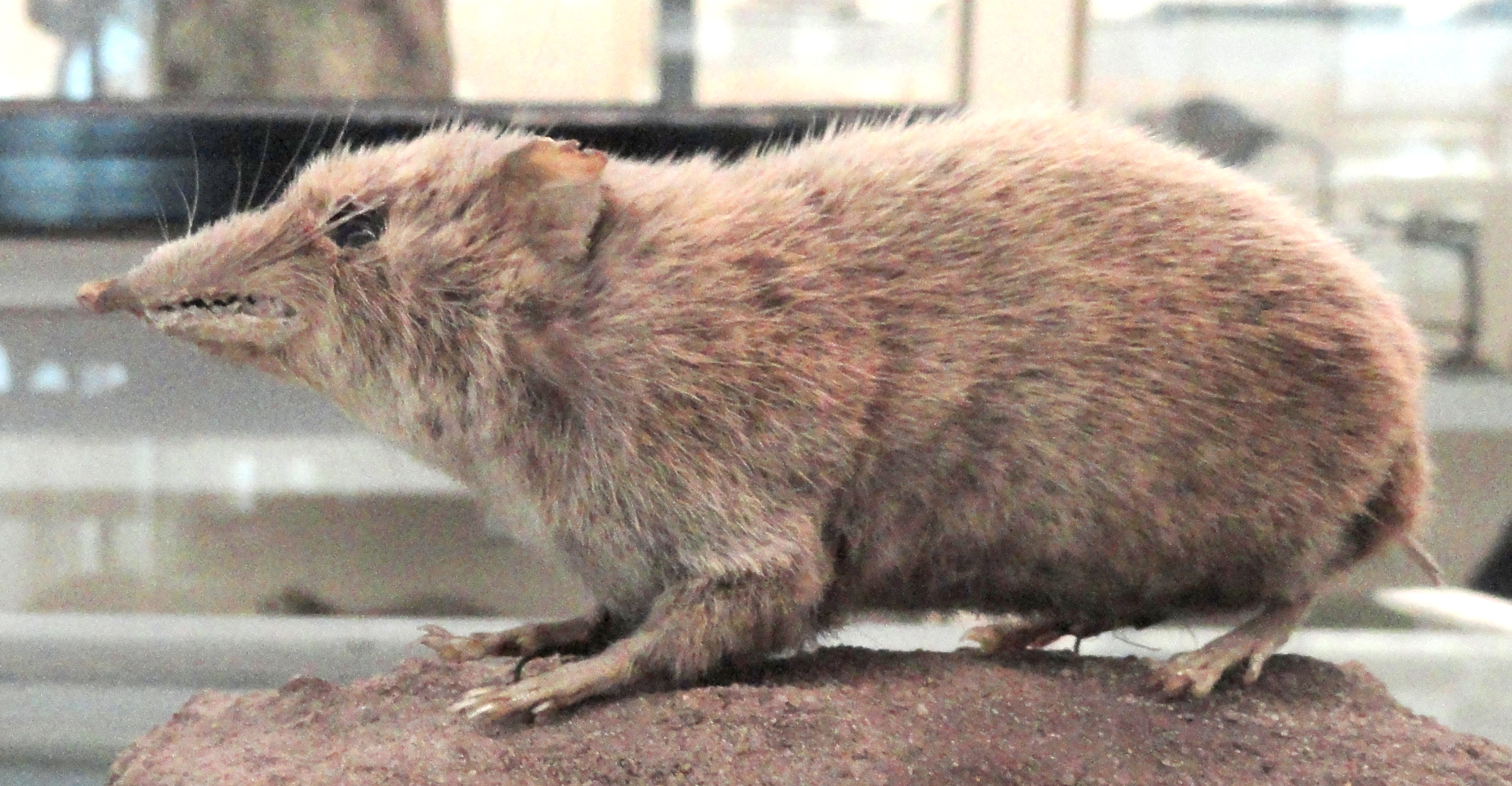
Der Kurzschwanz-Rattenigel gehört zu den Rattenigeln, der zweiten Gruppe innerhalb der Igel.

Igel sind kleine bis mittelgroße Tiere. Ihre Kopf-Rumpf-Längen variieren von 10 bis 45 Zentimetern. Die Igel-Art mit den größten und schwersten Exemplaren ist der Große Rattenigel mit einem Gewicht von bis zu 2 Kilogramm. Im Gegensatz dazu bringen Exemplare des Kleinen Rattenigels 20 bis 80 Gramm auf die Waage. Die Schwanzlänge von Igeln ist variabel, einige Vertreter der Rattenigel haben einen langen Schwanz, während er bei den Stacheligeln meist nur ein kurzer Stummel ist.
Die Gliedmaßen der Igel sind relativ kurz und unspezialisiert. Die Daumen beziehungsweise großen Zehen sind wie bei allen Insektenfressern nicht opponierbar, die Füße enden in meist fünf mit scharfen Krallen versehenen Zehen – lediglich die Afrikanischen Igel haben vier Zehen an den Hinterfüßen. Das Schien- und das Wadenbein sind wie bei vielen Insektenfressern in der unteren Hälfte verschmolzen.
Igel sind Sohlengänger. Bei den Rattenigeln sind die Hinterbeine etwas länger als die Vorderbeine, was eine rasche Flucht ermöglicht.

### Haarkleid

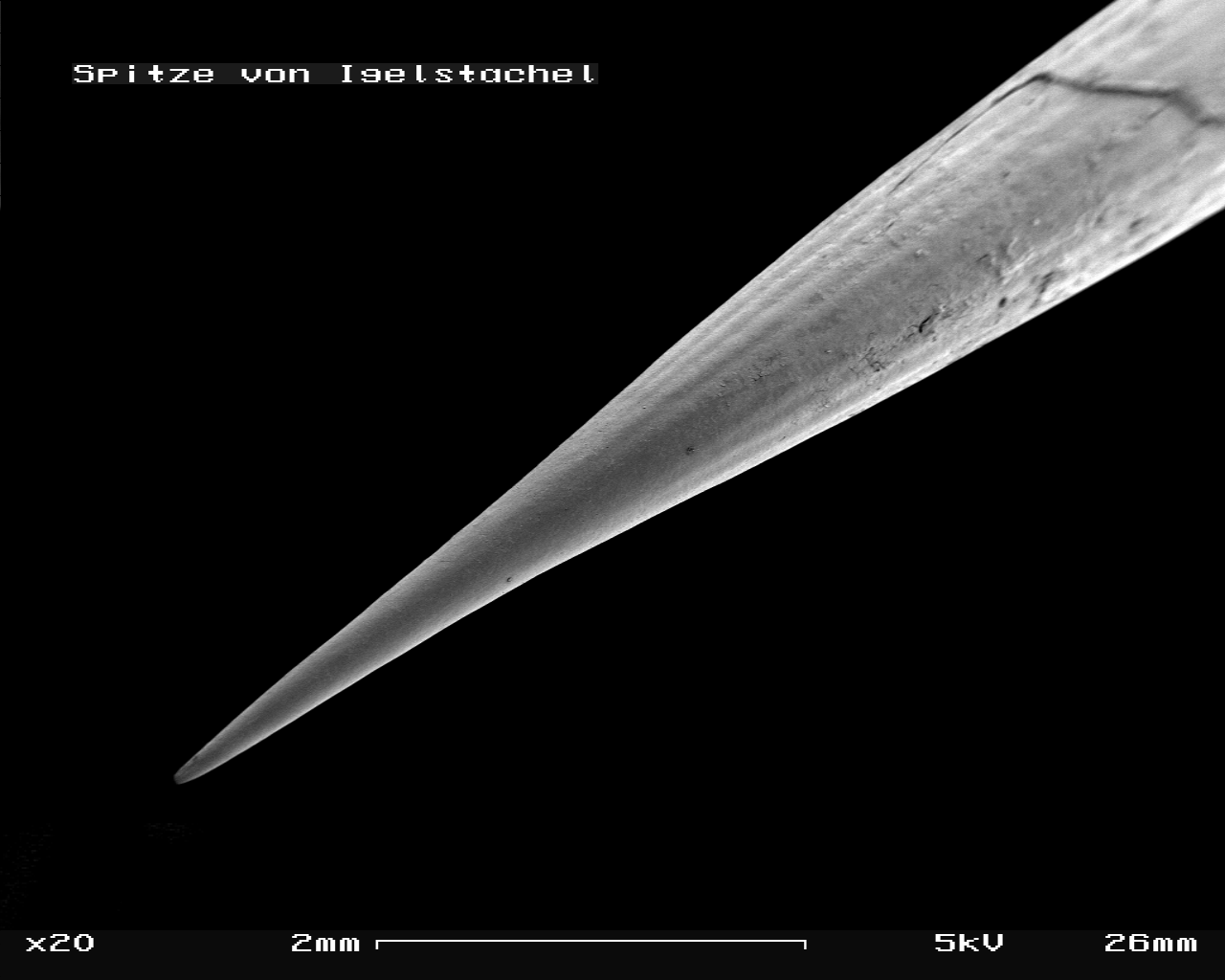
Stachel im Rasterelektronenmikroskop („REM“), 20 × vergrößert

Das Fell der Igel ist meist in unauffälligen Braun- oder Grautönen gehalten. Die Stacheligel haben als wirksame Verteidigungswaffe Stacheln am Rücken und an den Flanken (beim Braunbrustigel sind es etwa sechs- bis achttausend). Diese Stacheln sind modifizierte, hohle Haare. Jeder Stachel ist mit einem Aufrichtemuskel (Musculus arrector pili) ausgestattet. Stacheligel können sich im Bedrohungsfall zu einer Kugel zusammenrollen. Das Einrollen des Körpers ist ein komplexes Zusammenspiel zahlreicher Muskeln, darunter des Musculus caudo-dorsalis, der von den Schwanzwirbeln zum Rücken verläuft und die Stacheln aufrichtet, und eines Ringmuskels (Musculus sphincter cuculli), der die Kugel geschlossen hält und so die ungeschützten Körperteile verbirgt. Der Bauch, das Gesicht und die Gliedmaßen sind bei den Stacheligeln mit Fell bedeckt.
Im Gegensatz dazu haben Rattenigel keine Stacheln und sehen darum (und aufgrund des meist längeren Schwanzes) einer Spitzmaus ähnlich. Ihr graubraunes bis schwarzes Fell kann je nach Art seidig-weich oder rau sein. Die Verteidigungsstrategie dieser Tiere ist Flucht.

### Kopf und Zähne

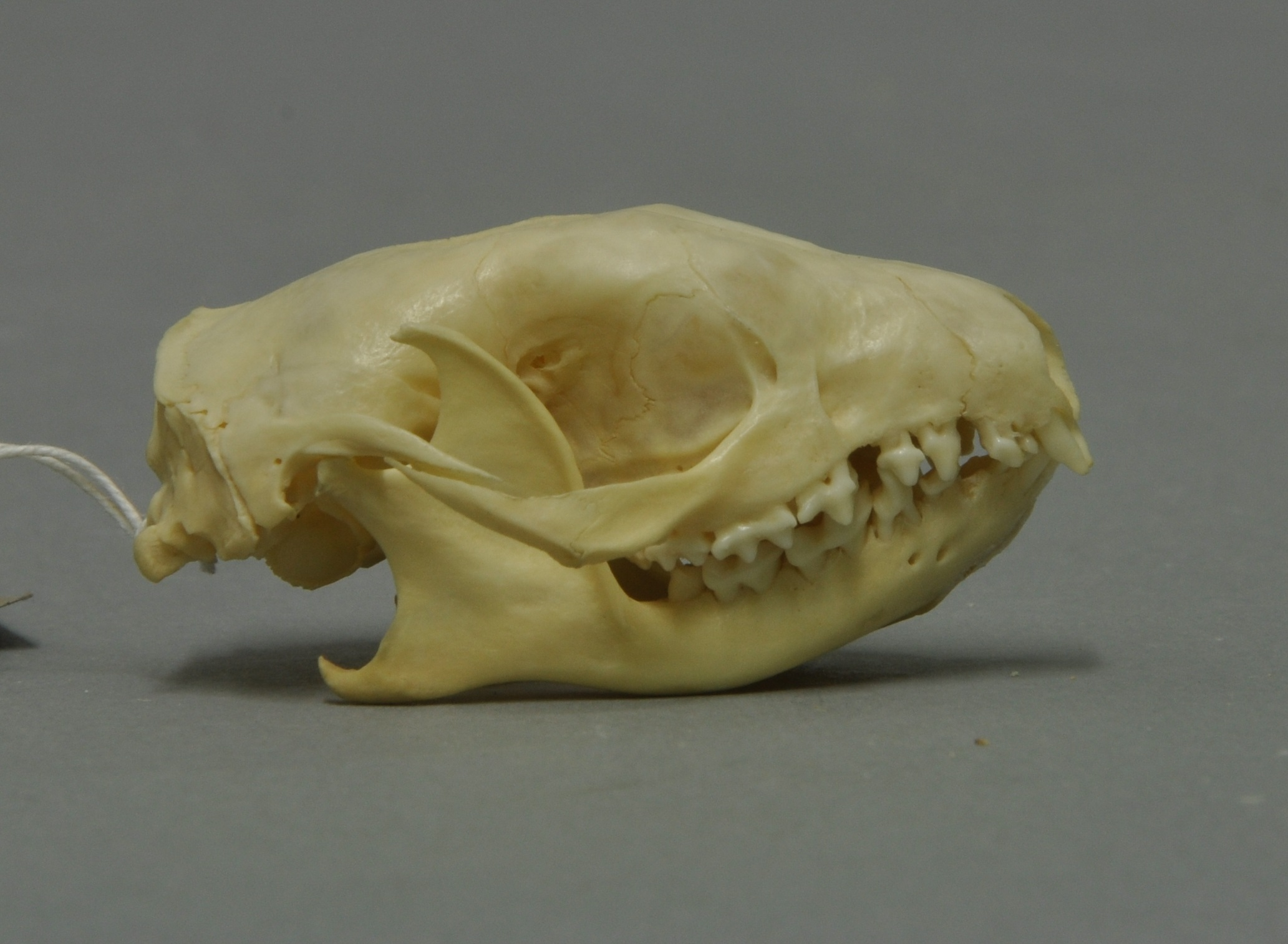
Schädel eines Weißbauchigels (Atelerix albiventris)

Der Schädel der Igel ist langgestreckt und flach. Eine Besonderheit ist der geschlossene Jochbogen und das selbständige Jochbein, was diese Tiere von den meisten anderen Insektenfressern unterscheidet. Der Kopf sitzt auf einem kurzen Hals. Die langgezogene, bewegliche Schnauze ist mit Tasthaaren ausgestattet. Die Augen und Ohren sind – verglichen mit anderen Insektenfressern – relativ groß. Der Geruchssinn und das Gehör dürften die wichtigsten Sinne bei der Nahrungssuche sein, die visuelle Wahrnehmung spielt hingegen nur eine untergeordnete Rolle.
Der Hirnschädel ist relativ klein, dementsprechend ist auch das Gehirn einfach gebaut und im Vergleich zur Körpermasse klein. Der Riechkolben ist jedoch gut entwickelt. Auch der Igel nutzt das Jacobsonsche Organ.
Die Zähne der Igel sind mit spitzen Höckern und scharfen Schmelzleisten versehen und sehr gut an ihre fleischliche Ernährungsweise angepasst. Alle Arten haben vergleichsweise viele Zähne, bei einigen Vertretern ist die ursprüngliche Zahnzahl 44 der Höheren Säugetiere erhalten geblieben. Der vorderste Schneidezahn ist oft größer als die übrigen Schneidezähne, die oberen Backenzähne haben vier Höcker, wobei der hinterste Backenzahn oft reduziert ist.
| Zahnformel | Zahnformel | I   | C | P   | M |
| ---------- | ---------- | --- | - | --- | - |
| 36–44      | =          | 3   | 1 | 3–4 | 3 |
| 36–44      | =          | 2–3 | 1 | 2–4 | 3 |

### Verdauungs- und Fortpflanzungstrakt
Der Verdauungstrakt ist sehr einfach gebaut. Es gibt keinen Blinddarm, der Darm ist eine einfache Röhre und, verglichen mit der Körperlänge, sehr kurz. Bei den Männchen liegen die Hoden stets außerhalb der Bauchhöhle in hodensack-ähnlichen Hautfalten, den Cremasterfalten. Die Weibchen haben eine zweihörnige Gebärmutter.

## Verbreitung und Lebensraum

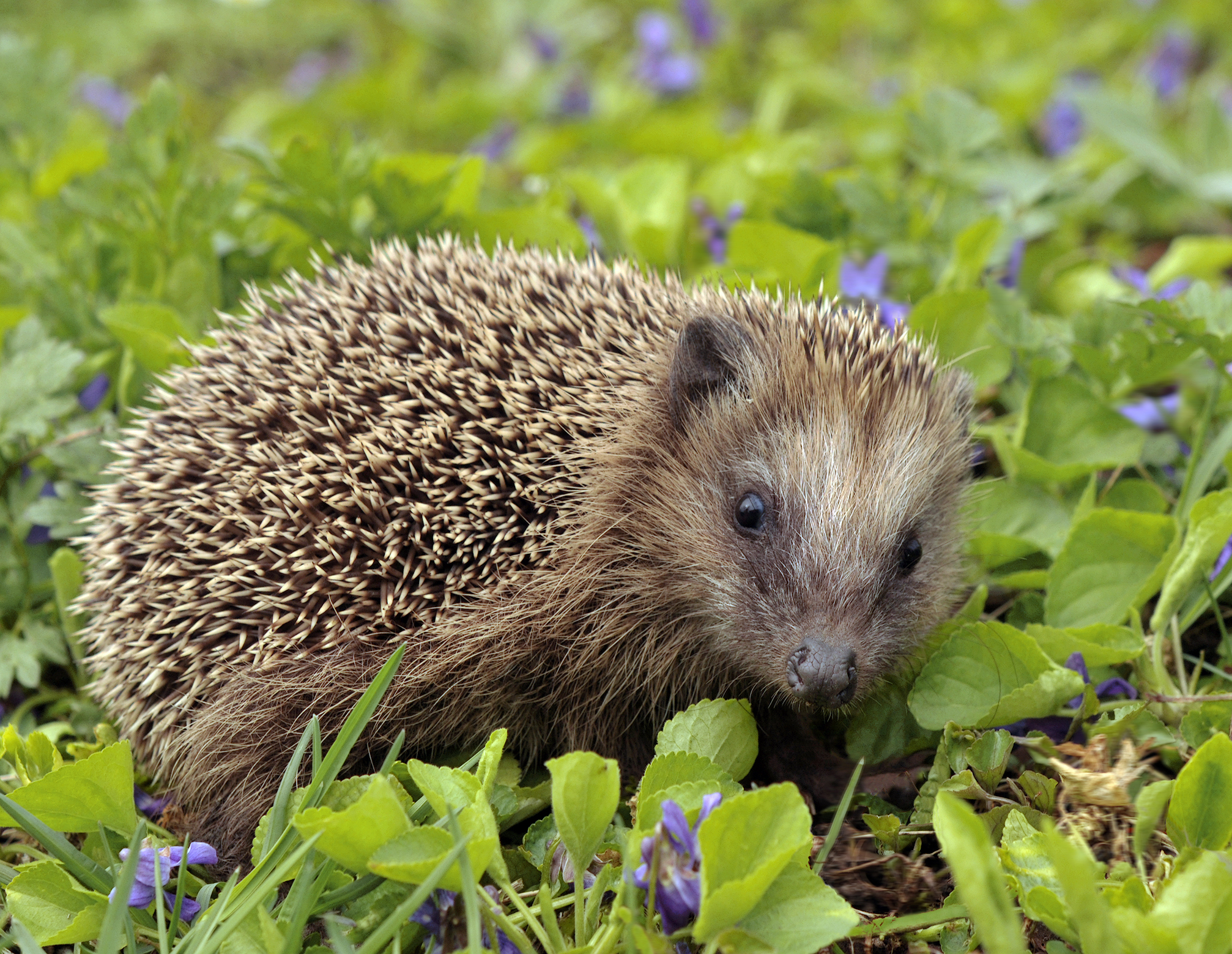
Der Braunbrustigel ist die westliche der zwei europäischen Igelarten.

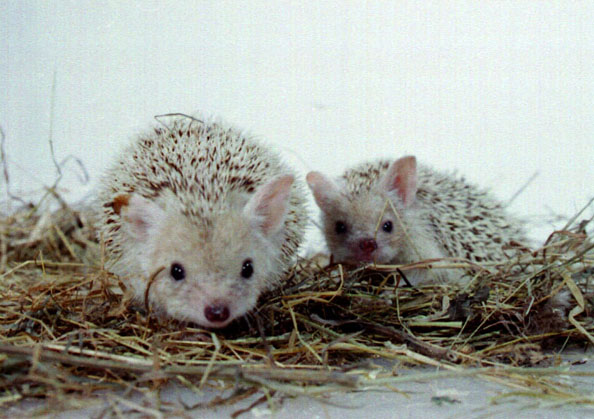
Langohrigel leben im nördlichen Afrika und im westlichen und zentralen Asien

Igel sind auf die Alte Welt beschränkt, sie kommen in Europa, Afrika und Teilen Asiens vor. In Amerika fehlen sie ebenso wie in Australien. Während sich das Verbreitungsgebiet der Stacheligel von den Britischen Inseln und der Iberischen Halbinsel bis nach Südafrika beziehungsweise Korea und Indien erstreckt, sind die Rattenigel auf Südostasien beschränkt.
Igel bewohnen eine Vielzahl von Lebensräumen: Die Stacheligel bevorzugen eher trockene Habitate; sie finden sich unter anderem in lichten Wäldern, Grasländern und auch Kulturlandschaften. Einige Gattungen wie die Wüsten- und Langohrigel sind sogar ausgesprochene Steppen- und Wüstenbewohner. Die Rattenigel hingegen bevorzugen feuchte Habitate und finden sich vorrangig in Regenwäldern.
Nicht näher mit den Igeln verwandt sind die zu den Kloakentieren gehörenden australischen Ameisenigel, die ihren deutschen Namen durch äußere Ähnlichkeiten wie Stachelkleid und Ernährungsspektrum erhalten haben.

## Lebensweise

### Allgemeines

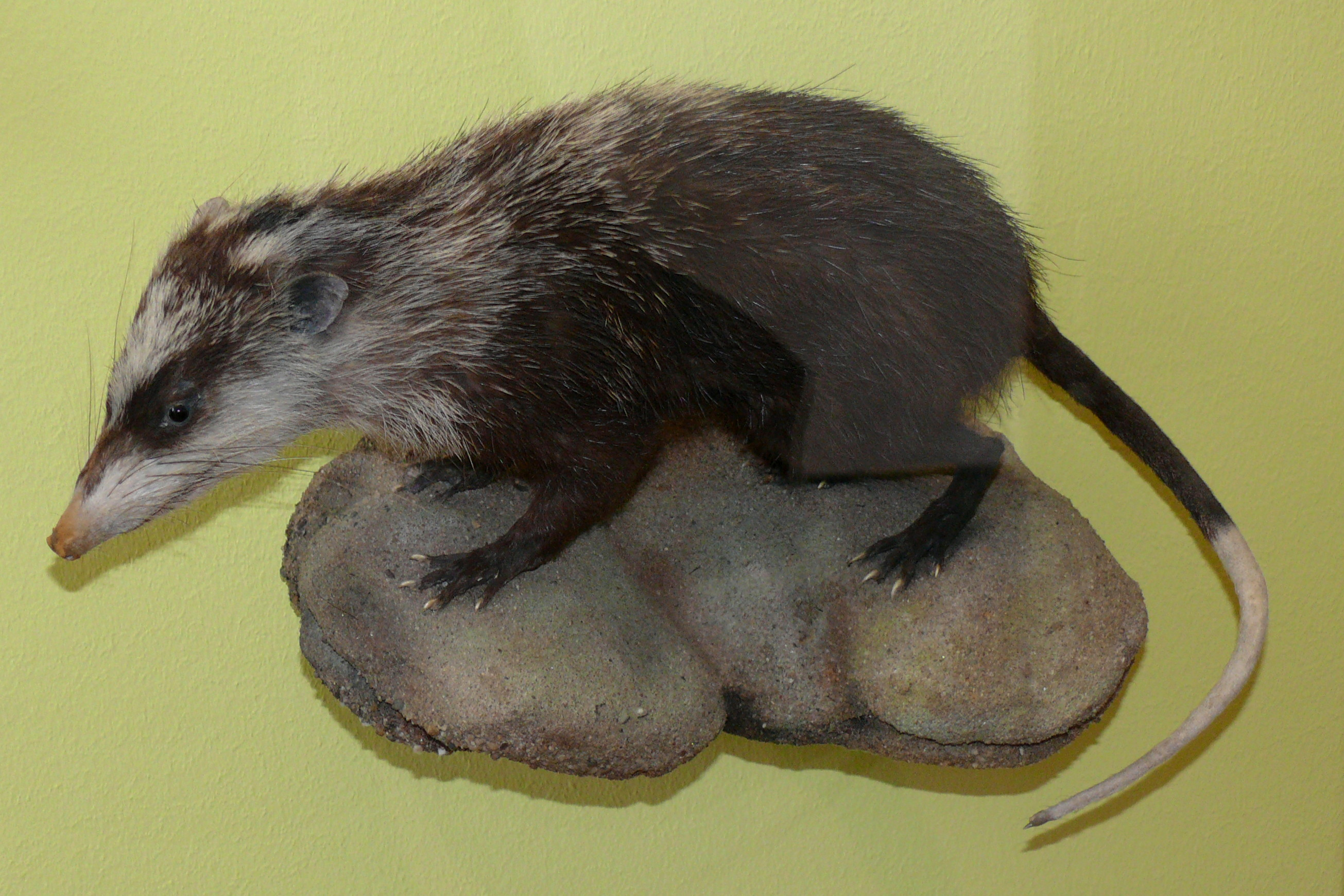
Großer Rattenigel

Igel sind in erster Linie terrestrisch (bodenlebend); meist suchen sie auf dem Erdboden nach Nahrung. Einige Arten können gut klettern und halten sich manchmal auf Büschen auf. Manche Arten legen zum schnelleren Vorwärtskommen Trampelpfade im dichten Unterholz an. Einige Arten können gut schwimmen. Zumindest eine Art, der Große Rattenigel, geht auch im Wasser auf Nahrungssuche.
Stacheligel graben meist eigene Baue, die ihnen als Ruheplätze dienen. Die Eingänge der Baue sind meist in dichter Vegetation verborgen, das Nest wird oft mit trockener Vegetation ausgekleidet. Rattenigel dagegen legen meist keine Baue an, sondern verbergen sich zwischen Felsspalten, im Wurzelwerk der Bäume oder in Erdlöchern.
Stacheligel rollen sich bei Gefahr zu einer Kugel zusammen und richten ihre Stacheln auf (siehe Haarkleid).

### Sozialverhalten und Aktivitätszeiten
Igel führen außerhalb der Paarungszeit zumeist ein einzelgängerisches Leben. Sie sind vorwiegend dämmerungs- oder nachtaktiv, lediglich von einigen Arten der Rattenigel ist bekannt, dass sie auch tagsüber auf Nahrungssuche gehen können. Kranke Tiere fallen durch zielloses Umherlaufen am Tage, Befall durch Parasiten oder apathisches Verhalten auf.
Die Igel in kühleren Regionen halten einen Winterschlaf, die Bewohner sehr heißer Gebiete fallen während der Trockenperioden in einen Torpor (Starrezustand).

### Nahrung
Igel fressen in erster Linie Wirbellose, beispielsweise Insekten und deren Larven sowie Ringelwürmer oder Schnecken. Würmer und Schnecken sind allerdings nur Notbehelfe bei Nahrungsmangel, da sie Krankheitserreger übertragen und für Igel damit gefährlich werden können. Darüber hinaus jagen Igel auch kleine Wirbeltiere und fressen Aas. Gelegentlich fressen sie auch versehentlich pflanzliches Material, beispielsweise Früchte, können dieses aber nicht verdauen. Entgegen verbreiteten Behauptungen fressen Igel also keine Äpfel und Pilze, sondern durchsuchen diese höchstens nach für sie essbaren Tieren wie Maden.
Falsch ist auch die Behauptung, dass Igel ihre Nahrungsvorräte auf den Stacheln lagern. Zwar finden sich manchmal Blätter oder Früchte auf ihren Rücken aufgespießt, die Igel ernähren sich aber nicht davon. Sie nehmen diesen Ballast unabsichtlich auf, beispielsweise in ihrem Nest, und zeigen wenig Eifer, diesen zu entfernen.

### Fortpflanzung

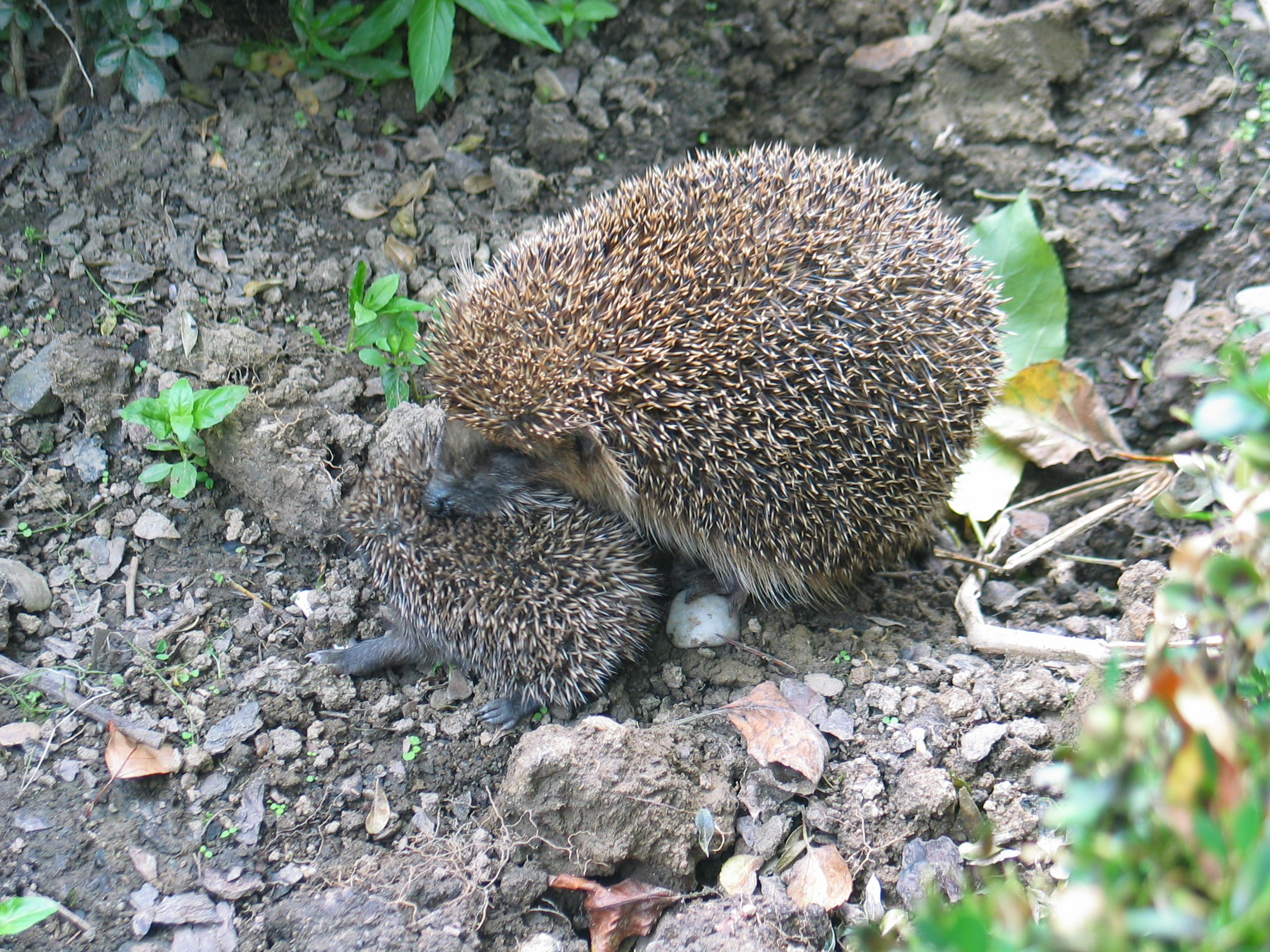
Igel mit Jungtier

Igel bringen einmal (in wärmeren Regionen auch zweimal) im Jahr Nachwuchs zur Welt. Nach einer rund 30- bis 48-tägigen Tragzeit wirft das Weibchen ein bis elf Jungtiere (bei den europäischen Arten sind es im Durchschnitt vier bis fünf). Die jungen Stacheligel haben bei der Geburt noch weiche Stacheln, so dass sie den Geburtskanal der Mutter nicht verletzen. Neugeborene sind zunächst blind und hilflos. Nach 12 bis 24 Tagen öffnen die Jungtiere die Augen, nach sechs bis acht Wochen werden sie von der Muttermilch entwöhnt. Die Geschlechtsreife tritt meist nach 6 bis 12 Monaten ein. Die Lebenserwartung in freier Natur beträgt – soweit bekannt – drei bis sieben Jahre.

## Igel und Menschen

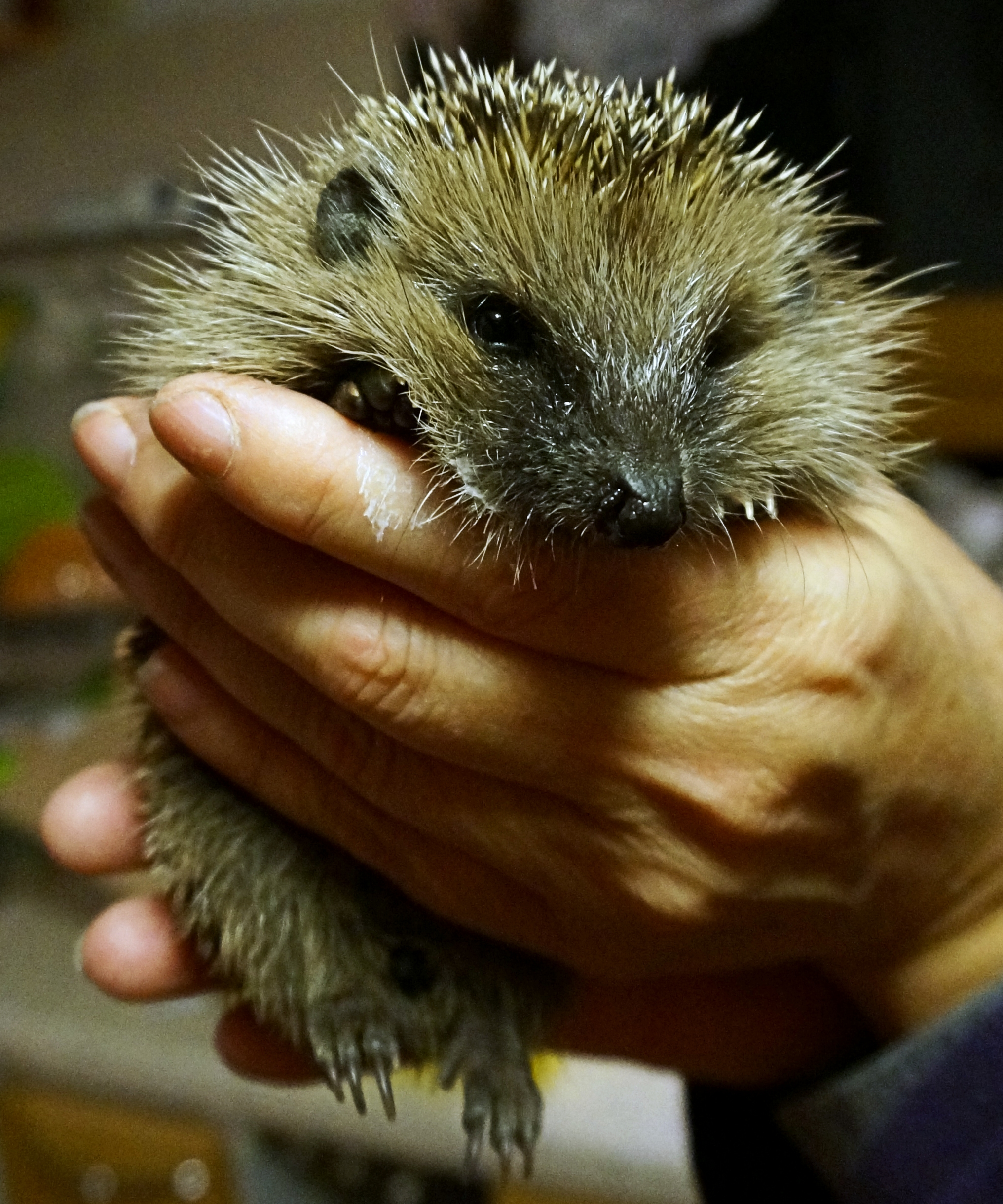
Junger Braunbrustigel, ca. 240 Gramm

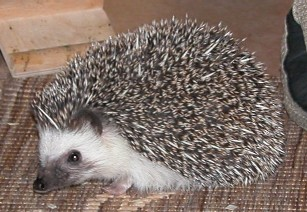
Weißbauchzwergigel werden manchmal als Heimtiere gehalten.

Bereits in der Antike wurden Igel als Haustiere gehalten. In der mittelalterlichen Literatur und Kunst gelten sie als schlau, teilweise auch als durchtrieben oder sogar dämonisch. Ein verbreiteter Mythos besagte, dass sie sich im Herbst unter Obstbäumen und Weinstöcken über den Boden wälzen, um die Früchte auf ihre Stacheln aufzuspießen und für den Winter in ihren Bau mitzunehmen. Diese Behauptung ist zuerst bei Plinius dem Älteren belegt, wurde aber auch von Plutarch und von Timotheos von Gaza sowie im Mittelalter von Bartholomaeus Anglicus aufgegriffen. In der frühchristlichen Naturlehre des Physiologus wurde diese angebliche Eigenschaft der Tiere für eine religiöse Metapher genutzt, die in verschiedene mittelalterliche Bestiarien Eingang fand: Der Igel repräsentiert demnach den Teufel, der sich im Weinberg des Herrn herumtreibt und möglichst viele „Früchte“ Gottes, also gläubige Christen, daraus rauben möchte.
Aus volksmedizinischen oder abergläubischen Gründen wurden einige Igelarten bejagt; sie waren aber nie vom Aussterben bedroht. Weißbauchzwergigel werden mancherorts als Haustiere gehalten.
Vom Altertum bis ins Mittelalter wurden Igel zur Herstellung von Arzneimitteln gebraucht. Verwendet wurden Asche, verbrannte Haut, Fleisch und getrocknete Leber, wobei neben dem „erdischen“ Igel (Stacheligel wie der Braunbrustigel) auch Igel „in dem mere“ (Seeigel) bekannt waren.
Heiße trockene Sommer in Europa (zum Beispiel 2018, 2019 und 2020, siehe auch Globale Erwärmung) begünstigen das Insektensterben; vielerorts sind die Böden trocken und hart. Die Zahl der Igel in Deutschland, Großbritannien (dem „Mutterland der Igelforschung“) und anderen Ländern ist seit Mitte der 1990er Jahre (oder früher) deutlich zurückgegangen. Auch Pestizideinsatz schadet ihnen.
Durch veraltete Rasenmähroboter sind Igel zusätzlich gefährdet. Fahren Mähroboter ohne Igelschutzfunktion in der Dämmerung oder nachts, während Igel aktiv sind, kann es durch das Überfahren eingerollter Igel zu Verletzungen oder Tötung der Igel kommen.
Die regenwaldbewohnenden Rattenigel sind durch die Abholzung der tropischen Regenwälder bedroht. Die IUCN hat zwei Rattenigelarten als „stark gefährdet“ (endangered) und eine als „gefährdet“ (vulnerable) eingestuft.

## Systematik

### Äußere Systematik
Die systematische Stellung der Igel zählt zu den umstrittensten Fragen in der Systematik der Säugetiere. Lange Zeit wurden sie in die Ordnung der Insektenfresser (Insectivora) eingeordnet, zu der unter anderem auch Spitzmäuse und Maulwürfe zählen. Diese Ordnung war aber nur durch relativ schwache Gemeinsamkeiten definiert, immer wieder sind Gruppen ein- oder ausgegliedert worden.
Seit Beginn des 21. Jahrhunderts gab es einige molekulargenetische Untersuchungen, etwa von mitochondrialen Genen, denen zufolge die Igel nicht näher mit den übrigen Insektenfressern verwandt sind, sondern eine eigene Ordnung (Erinaceomorpha) bilden. Diese Untersuchungen platzierten die Igel an die Basis der Höheren Säugetiere und sahen in ihnen die Schwestergruppe aller übrigen Höheren Säuger.
Es gibt jedoch Kritik an diesen Untersuchungen. Besonders mitochondriale DNA-Sequenzen haben bei diesen Tieren eine schnelle Evolution mit einer hohen Mutationsrate durchlaufen und unterscheiden sich deshalb genetisch stärker von ihren nächsten Verwandten als diese sich von weiter entfernten Arten. Nachfolgende Analysen, unter anderen von nukleären Genen, und auch von mitochondrialen Genen bestätigten wiederum die Zugehörigkeit der Igel zu den Insektenfressern. Auch wenn diese Ansicht nicht unumstritten ist, gewinnt sie doch immer mehr an Evidenz.
Diesen Untersuchungen zufolge sind die nächsten Verwandten der Igel die Spitzmäuse, innerhalb der Insektenfresser ergibt sich somit folgendes Kladogramm:
|      | Talpidae (Maulwurf)                                                           |
|      |                                                                               |
| N.N. | \| \| Erinaceidae (Igel) \| \| \| \| \| \| Soricidae (Spitzmäuse) \| \| \| \| |
|      | \| \| Erinaceidae (Igel) \| \| \| \| \| \| Soricidae (Spitzmäuse) \| \| \| \| |
|      | Erinaceidae (Igel)                                                            |
|      |                                                                               |
|      | Soricidae (Spitzmäuse)                                                        |
|      |                                                                               |

|  | Erinaceidae (Igel)     |
|  |                        |
|  | Soricidae (Spitzmäuse) |
|  |                        |

|  | Solenodontidae (Schlitzrüssler)         |
|  |                                         |
|  | Nesophontidae † (Karibische Spitzmäuse) |
|  |                                         |

|      | Talpidae (Maulwurf)                                                           |
|      |                                                                               |
| N.N. | \| \| Erinaceidae (Igel) \| \| \| \| \| \| Soricidae (Spitzmäuse) \| \| \| \| |
|      | \| \| Erinaceidae (Igel) \| \| \| \| \| \| Soricidae (Spitzmäuse) \| \| \| \| |
|      | Erinaceidae (Igel)                                                            |
|      |                                                                               |
|      | Soricidae (Spitzmäuse)                                                        |
|      |                                                                               |

|  | Erinaceidae (Igel)     |
|  |                        |
|  | Soricidae (Spitzmäuse) |
|  |                        |

|  | Solenodontidae (Schlitzrüssler)         |
|  |                                         |
|  | Nesophontidae † (Karibische Spitzmäuse) |
|  |                                         |

### Innere Systematik
Die Igel werden in zwei Unterfamilien mit insgesamt 11 Gattungen und 34 Arten unterteilt:
- Rattenigel (Galericinae)
  - Großer Rattenigel (Echinosorex gymnura)
  - Kleine Rattenigel (Hylomys), sieben Arten
  - Spitzmausigel (Neotetracus sinensis)
  - Hainan-Rattenigel (Neohylomys hainansensis)
  - Langohr-Rattenigel (Otohylomys megalotis)
  - Philippinen-Rattenigel (Podogymnura), vier Arten
- Stacheligel (Erinaceinae)
  - Kleinohrigel (Erinaceus), vier Arten (darunter die beiden in Europa lebenden Vertreter)
  - Afrikanische Igel (Atelerix), vier Arten
  - Steppenigel (Mesechinus), fünf Arten
  - Langohrigel (Hemiechinus), zwei Arten
  - Wüstenigel (Paraechinus ), vier Arten

Die Verwandtschaftsverhältnisse innerhalb der Familie kommen in folgendem Diagramm zum Ausdruck:
|                         | Kleine Rattenigel (Hylomys)    |
|                         |                                |
|                         | Hainan-Rattenigel (Neohylomys) |
|                         |                                |
|                         | Spitzmausigel (Neotetracus)    |
| Vorlage:Klade/Wartung/3 |                                |

|  | Großer Rattenigel (Echinosorex)         |
|  |                                         |
|  | Philippinische Rattenigel (Podogymnura) |
|  |                                         |

|                         | Kleine Rattenigel (Hylomys)    |
|                         |                                |
|                         | Hainan-Rattenigel (Neohylomys) |
|                         |                                |
|                         | Spitzmausigel (Neotetracus)    |
| Vorlage:Klade/Wartung/3 |                                |

|  | Großer Rattenigel (Echinosorex)         |
|  |                                         |
|  | Philippinische Rattenigel (Podogymnura) |
|  |                                         |

|  | Kleinohrigel (Erinaceus)     |
|  |                              |
|  | Afrikanische Igel (Atelerix) |
|  |                              |

|  | Wüstenigel (Paraechinus)  |
|  |                           |
|  | Langohrigel (Hemiechinus) |
|  |                           |

|  | Kleinohrigel (Erinaceus)     |
|  |                              |
|  | Afrikanische Igel (Atelerix) |
|  |                              |

|  | Wüstenigel (Paraechinus)  |
|  |                           |
|  | Langohrigel (Hemiechinus) |
|  |                           |

|                         | Kleine Rattenigel (Hylomys)    |
|                         |                                |
|                         | Hainan-Rattenigel (Neohylomys) |
|                         |                                |
|                         | Spitzmausigel (Neotetracus)    |
| Vorlage:Klade/Wartung/3 |                                |

|  | Großer Rattenigel (Echinosorex)         |
|  |                                         |
|  | Philippinische Rattenigel (Podogymnura) |
|  |                                         |

|                         | Kleine Rattenigel (Hylomys)    |
|                         |                                |
|                         | Hainan-Rattenigel (Neohylomys) |
|                         |                                |
|                         | Spitzmausigel (Neotetracus)    |
| Vorlage:Klade/Wartung/3 |                                |

|  | Großer Rattenigel (Echinosorex)         |
|  |                                         |
|  | Philippinische Rattenigel (Podogymnura) |
|  |                                         |

|  | Kleinohrigel (Erinaceus)     |
|  |                              |
|  | Afrikanische Igel (Atelerix) |
|  |                              |

|  | Wüstenigel (Paraechinus)  |
|  |                           |
|  | Langohrigel (Hemiechinus) |
|  |                           |

|  | Kleinohrigel (Erinaceus)     |
|  |                              |
|  | Afrikanische Igel (Atelerix) |
|  |                              |

|  | Wüstenigel (Paraechinus)  |
|  |                           |
|  | Langohrigel (Hemiechinus) |
|  |                           |

### Stammesgeschichte

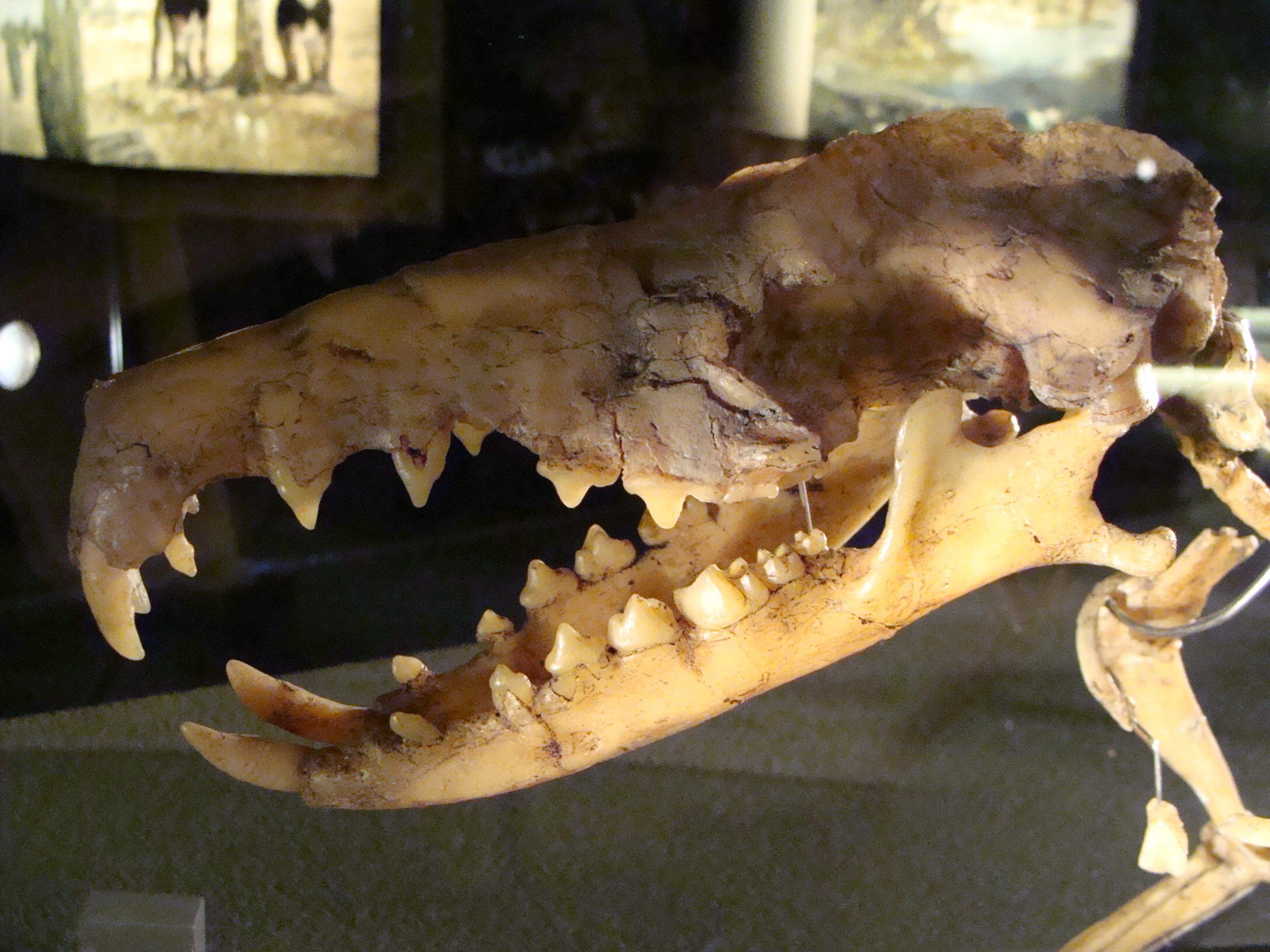
Schädel von Deinogalerix koenigswaldi

Die Fossilgeschichte der Igel reicht bis in das Paläozän zurück, als ihr ältester bekannter Vertreter gilt Litolestes aus Nordamerika. Aus Nordamerika und Europa ist die Gruppe der Amphilemuridae bekannt, die bereits sehr ähnliche Verteidigungsstrategien wie die heutigen Vertreter aufwies. Aus dem Miozän ist aus Europa die Gattung Deinogalerix bekannt, ein Vertreter der Rattenigel, der wahrscheinlich rund zehn Kilogramm wog. Im Pliozän dürften die Igel in Amerika ausgestorben sein.

## Film
- Das Jahr des Igels. (Alternativtitel: Die geheimnisvolle Welt der Igel.) Dokumentarfilm, Österreich, 2009, 44:20 Min., Buch und Regie: Kurt Mündl, Produktion: ORF, Reihe: Universum, Erstsendung: 15. Dezember 2009 bei ORF2, Inhaltsangabe von 3sat.